# BC Водолея
BC Водолея (лат. BC Aquarii) — одиночная переменная звезда в созвездии Водолея на расстоянии (вычисленном из значения параллакса) приблизительно 27202 световых лет (около 8340 парсеков) от Солнца. Видимая звёздная величина звезды — от +14,5m до +13,5m.

## Характеристики
BC Водолея — оранжевая пульсирующая полуправильная переменная звезда типа SRB (SRB) спектрального класса K. Эффективная температура — около 4057 К.